# Општина Жабари
Општина Жабари је општина у Браничевском округу на североистоку Србије. По подацима из 2004. општина заузима површину од 264 km² (од чега на пољопривредну површину отпада 21963 ha, а на шумску 1628 ha).
Центар општине је насеље Жабари. Општина Жабари се састоји од 15 насеља. Према подацима са последњег пописа 2022. године у општини је живело 9.261 становник (према попису из 2011. било је 11.380 становника). По подацима из 2004. природни прираштај је износио -7,5‰, док је у општини био запослен 1091 човек. У општини се налази 15 основних школа. Последњих деценија општина је погођена белом кугом и старењем становништва.
Општина је смештена у средишњем делу доњег Поморавља, на надморској висини између 90 и 200 метара. Ауто-пут и железничка пруга Београд-Ниш су 13 километара удаљени од седишта општине.
Жабари постају општина први пут 1839. године, а варош 1882. године. После Другог светског рата постоји Жабарски срез у оквиру Пожаревачког округа, а реорганизацијом 1955. године постају општина.

## Насељена места
Општина Жабари се састоји од 15 насеља од којих четири има преко хиљаду становника, Породин, Александровац, Влашки До и Жабари. Седиште општине је Жабари, али је највеће насеље Породин, док је најмање Свињарево. У периоду између пописа становништва из 2011. и 2022. године, забележен је пад броја становника у свим насељима осим у Кочетину.
| Насеље         | Број становника | Број становника | Промена (%) |
| Насеље         | Попис 2011.     | Попис 2022.     | Промена (%) |
| -------------- | --------------- | --------------- | ----------- |
| Александровац  | 1.414           | 1.192           | -15,70%     |
| Брзоходе       | 671             | 486             | -27,57%     |
| Витежево       | 721             | 645             | -10,54%     |
| Влашки До      | 1.267           | 1.142           | -9,87%      |
| Жабари         | 1.174           | 1.022           | -12,95%     |
| Кочетин        | 306             | 334             | +9,15%      |
| Миријево       | 372             | 290             | -22,04%     |
| Ореовица       | 789             | 527             | -33,21%     |
| Полатна        | 274             | 197             | -28,10%     |
| Породин        | 1.803           | 1.437           | -20,30%     |
| Свињарево      | 192             | 118             | -38,54%     |
| Сибница        | 377             | 284             | -24,67%     |
| Симићево       | 1.206           | 933             | -22,64%     |
| Тићевац        | 243             | 161             | -33,74%     |
| Четереже       | 571             | 493             | -13,66%     |
| Општина Жабари | 11.380          | 9.261           | -18,62%     |

## Становништво
|  |

| Демографија | Демографија | Демографија |
| Година      | Становника  | Становника  |
| ----------- | ----------- | ----------- |
| 1948.       | 26.178      |             |
| 1953.       | 26.496      |             |
| 1961.       | 25.144      |             |
| 1971.       | 23.298      |             |
| 1981.       | 21.819      |             |
| 1991.       | 19.347      | 15.577      |
| 2002.       | 13.034      | 18.239      |

| Етнички састав према попису из 2002.‍ | Етнички састав према попису из 2002.‍ | Етнички састав према попису из 2002.‍ | Етнички састав према попису из 2002.‍ | Етнички састав према попису из 2002.‍ |
| ------------------------------------ | ------------------------------------ | ------------------------------------ | ------------------------------------ | ------------------------------------ |
|                                      |                                      |                                      |                                      |                                      |
| Срби                                 | Срби                                 |                                      | 12.316                               | 94,49%                               |
| Власи                                | Власи                                |                                      | 342                                  | 2,62%                                |
| Румуни                               | Румуни                               |                                      | 107                                  | 0,82%                                |
| Црногорци                            | Црногорци                            |                                      | 18                                   | 0,14%                                |
| Македонци                            | Македонци                            |                                      | 16                                   | 0,12%                                |
| Југословени                          | Југословени                          |                                      | 10                                   | 0,08%                                |
| Хрвати                               | Хрвати                               |                                      | 9                                    | 0,07%                                |
| Роми                                 | Роми                                 |                                      | 5                                    | 0,04%                                |
| Немци                                | Немци                                |                                      | 4                                    | 0,03%                                |
| Мађари                               | Мађари                               |                                      | 2                                    | 0,02%                                |
| Словенци                             | Словенци                             |                                      | 1                                    | 0,01%                                |
| Албанци                              | Албанци                              |                                      | 1                                    | 0,01%                                |
| Горанци                              | Горанци                              |                                      | 1                                    | 0,01%                                |
| Украјинци                            | Украјинци                            |                                      | 1                                    | 0,01%                                |
| остали                               | остали                               |                                      | 4                                    | 0,03%                                |
| регионално                           | регионално                           |                                      | 5                                    | 0,04%                                |
| неизјашњено                          | неизјашњено                          |                                      | 73                                   | 0,56%                                |
| непознато                            | непознато                            |                                      | 119                                  | 0,91%                                |